# Ванино (Приволжский район)
Ванино — деревня в Новском сельском поселении Приволжского района Ивановской области России.

## География
Деревня расположена у реки Теза.

## История
Согласно Списку населённых мест Костромской губернии в 1907 году деревня относилась к Оделевской волости Нерехтского уезда Костромской губернии.
В 1918 году из Нерехтского уезда был выделен Середской уезд, переданный в Иваново-Вознесенскую губернию.

## Население
| 2010 |
| ---- |
| 0    |

## Известные люди
В деревне родилась Матрона Босоножка.